# Monaco-Trossi

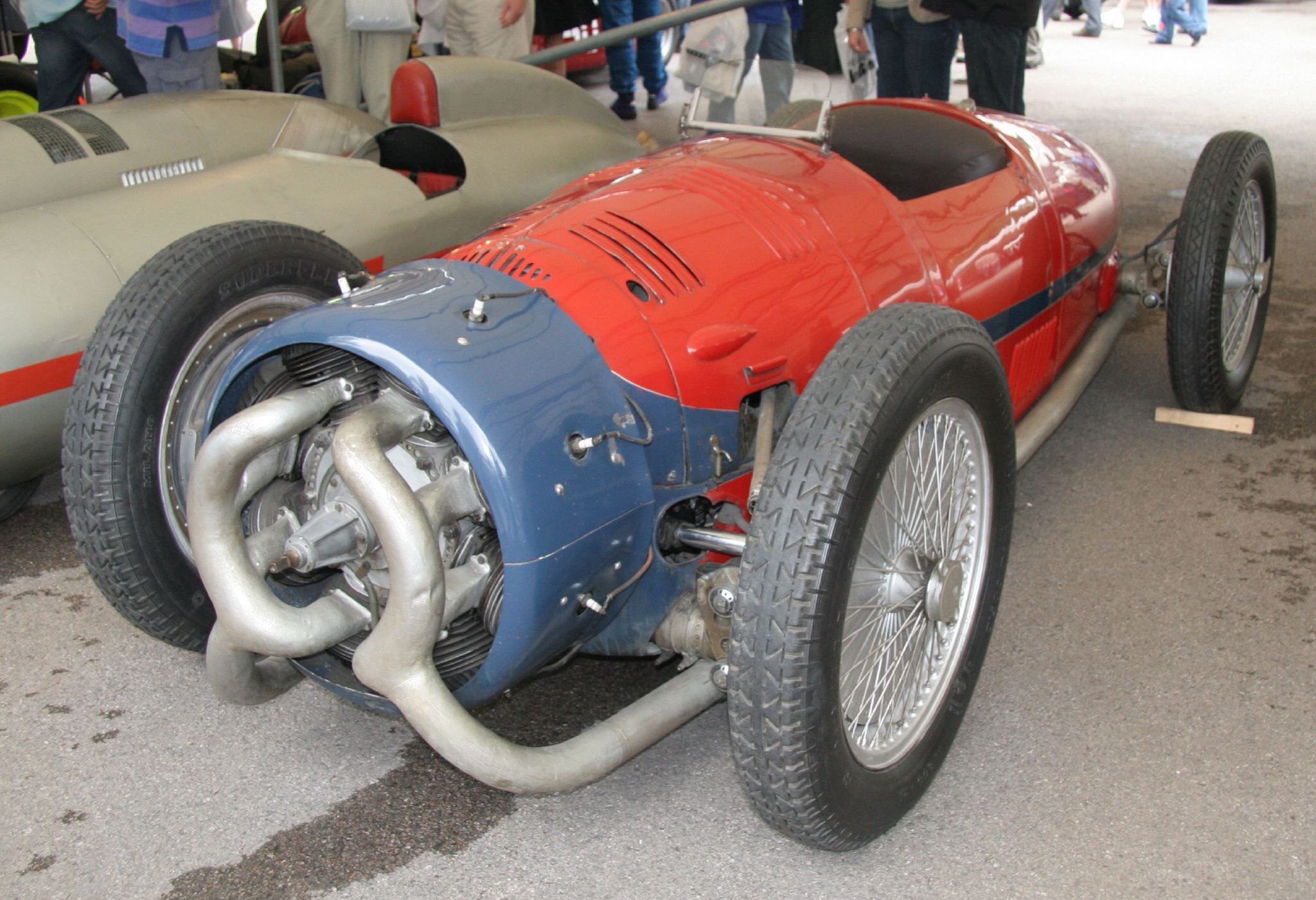
Monaco-Trossi im Jahr 2007

Der Monaco-Trossi war ein italienischer Rennwagen aus dem Jahr 1935, der in der Grand-Prix-Europameisterschaft starten sollte.

## Geschichte

### Entwicklung

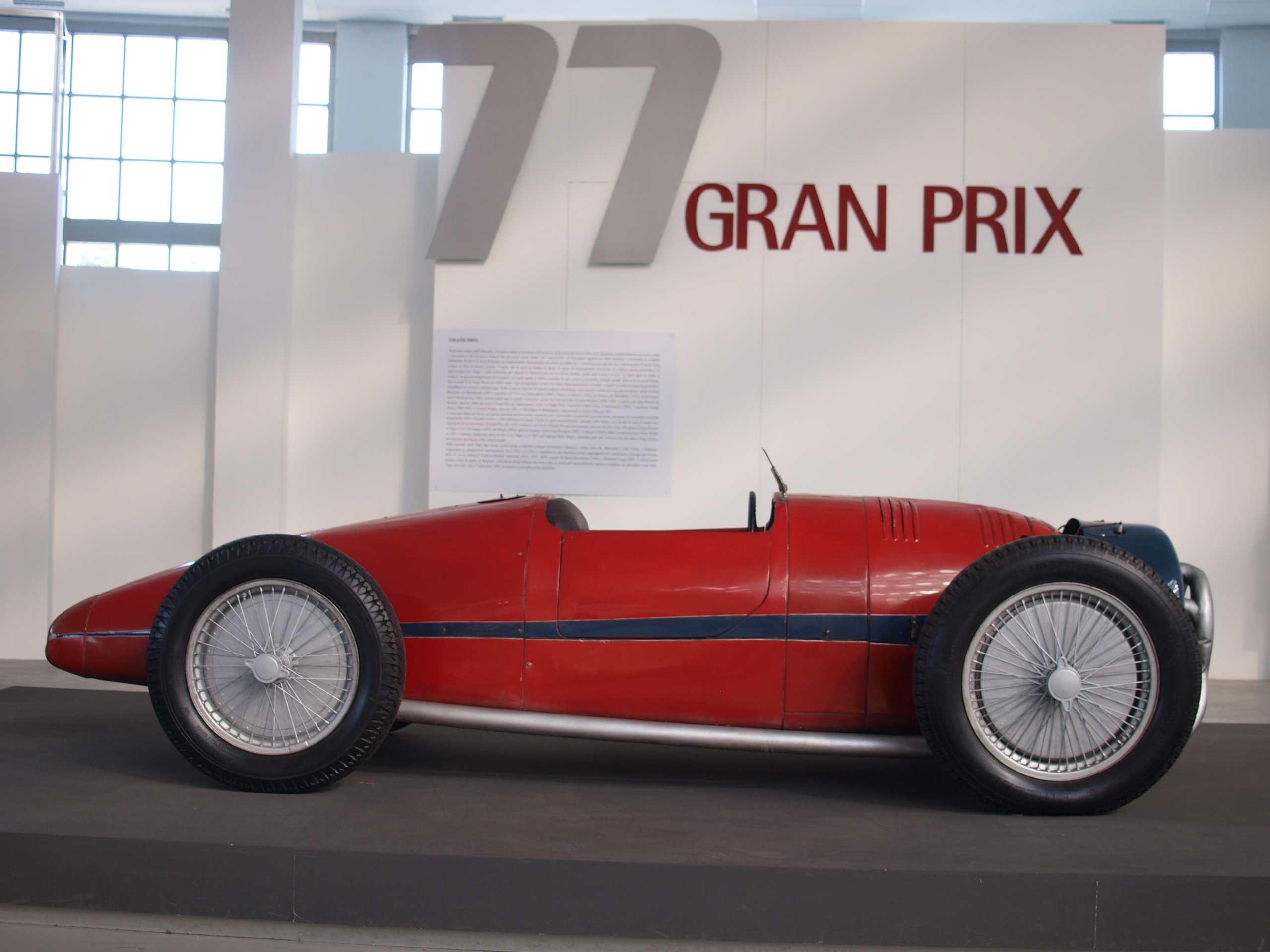
Monaco-Trossi im Museo Nazionale dell’Automobile in Turin

Der Ingenieur Augusto Monaco entwarf mit Unterstützung des Fiat-Gründers Giovanni Agnelli einen Monoposto für die 750-kg-Klasse. Nachdem Fiat die Zusammenarbeit beendet hatte, konnte Monaco den vermögenden Rennfahrer und Grafen Carlo Felice Trossi als Partner gewinnen.

### Monza 1935
Der Rennwagen fuhr ab Juli 1935 für Tests und zur Qualifikation für den XII. Große Preis von Italien auf dem Autodromo Nazionale Monza. Dabei zeigten sich Probleme mit der Kühlung des Motors und mit zerstörten Zündkerzen. Trotzdem erreichte der Monaco-Trossi erfolgversprechende 250 km/h.
Das konstruktionsbedingt starke Untersteuern konnte nicht verbessert werden – der Monaco-Trossi war zwar auf der Meldeliste für den Start am 8. September 1935 geführt, trat aber nicht zum Rennen an. Damit war das Projekt beendet.

### Verbleib des Fahrzeugs
Nach dem Tod von Carlo Felice Trossi im Jahr 1949 stiftete seine Witwe, die Contessa Lisetta, den Monoposto dem Museo dell’Automobile in Turin.

## Konstruktion

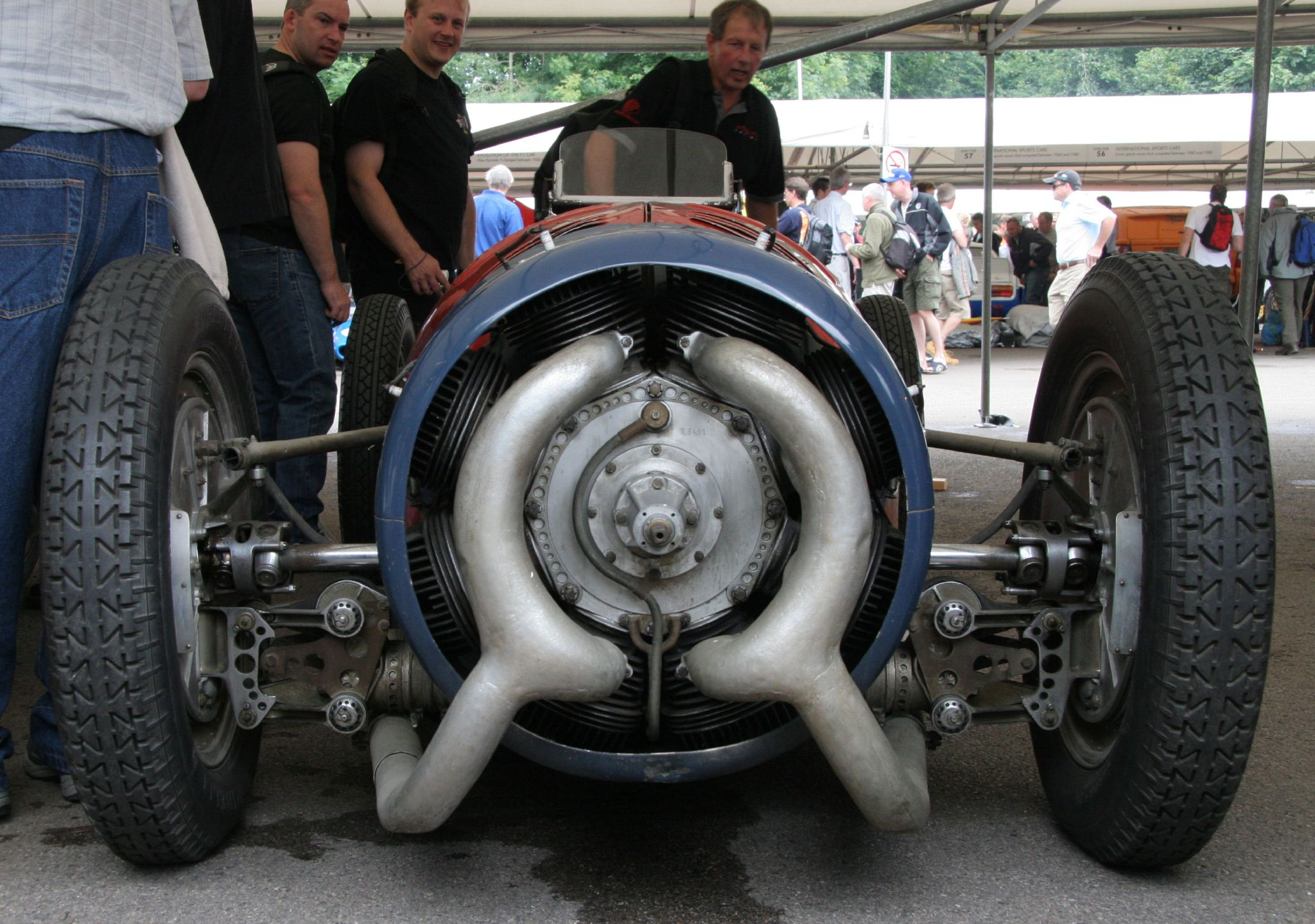
Sternmotor von vorne

Der luftgekühlte Zweitakt-Sternmotor mit 16 Zylindern in zwei Reihen war vor der Vorderachse angeordnet und trieb die Vorderräder an. Damit war eine gute Kühlung des Motors gewährleistet, eine Antriebswelle zu den Hinterrädern konnte entfallen und eine gute Traktion der Vorderräder war durch die frontlastige Gewichtsverteilung gegeben.

### Motor und Antrieb
Die acht Zylinderpaare waren sternförmig um die dreiteilige Kurbelwelle angeordnet. In jeder der zwei Reihen wirkten jeweils acht Kolben auf ein Hauptpleuel und sieben Nebenpleuel. Jedes Zylinderpaar hatte einen Zylinderkopf, der den gemeinsamen Brennraum mit nur einer Zündkerze für zwei Kolben bildete. Die hintere Zylinderreihe wurde von zwei Zoller-Kompressoren M 160 mit jeweils einem Zenith-Vergaser aufgeladen. Zwei Abgaskrümmer vor dem Motor führten die Abgase zu zwei langen Auspuffrohren seitlich unter der Karosserie bis zur Hinterachse.
Direkt hinter dem Motor war das handgeschaltete Viergang-Getriebe mit Differential angeordnet, das die Antriebswellen zu den Vorderrädern antrieb. Die Kupplung war hinter dem Getriebe zum Fahrer hin angeordnet.

### Aufbau und Fahrwerk
Mangan-Molybdän-Stahlrohre aus dem Flugzeugbau mit vier Zentimetern Durchmesser bildeten den Rahmen, an dem die Leichtmetall-Karosserieteile verschraubt waren. Doppelte Querlenker mit horizontalen Schraubenfedern führten die Räder; die Ölstoßdämpfer konnten vom Cockpit aus verstellt werden. Die angetriebenen Vorderräder waren mit Reifen der Größe 5,25 × 31 deutlich größer als die Hinterräder mit 4,40 × 27. Die Bremsanlage bestand aus vier hydraulisch betätigten Trommelbremsen.